# Paul Atreides
Paul Atreides Frank Herbert sci-fi művének, a Dűnének kitalált szereplője, Leto Atreides herceg fia és örököse. Anyja Lady Jessica, Leto herceg ágyasa.

## Élete
Jessica gyermekének eredetileg a Bene Gesserit tervei szerint lánynak kellett volna lennie, aki majd maga ad életet a Kwisatz Haderachnak, de a herceg iránti érzelmei miatt Jessica fiút szül. Születésének helyeként az első könyv a Caladan bolygót, az Atreides-ház ősi családi birtokát tartja.
Ezzel szemben az író fia, Brian Herbert és annak írótársa, Kevin J. Anderson által írt Előjáték a Dűnéhez-trilógia utolsó kötetében Paulnak a Kaitainon, az Impérium központi bolygóján adnak életet.
Mikor a Dűnén a Harkonnen-ház és IV. Shaddam császár együttes támadást indít az Atreides-ház ellen, Paul anyjával együtt az Arrakis sivatagába menekül, ahol csatlakozik a fremenekhez és felveszi a Muad-Dib nevet, nem sokkal később pedig egyesíti a sivatagi törzseket és hozzálát a Dűne és az Impérium elfoglalásához.
Miután Paulból a fűszernek hála a Kwisatz Haderach válik, megszerzi a császári trónt és akarata ellenére elindítja fanatikus fremen hadjáratát, amely 61 milliárd ember életét követeli.
Paul fia II. Leto Atreides, a A Dűne istencsászára.

## Képességek
- Szinte tökéletes jövőbelátási képességek.
- Összes ősének genetikai emlékei benne élnek, az emlékképekből összeálló személyiségekkel pedig beszélgetni tud.
- Mentát és Bene Gesserit képzettsége van, melyeket az anyjától tanult.